# Calbha Beag
Calbha Beag eller Calva Beg är en obebodd ö i Eddrachillis Bay, Highland, Skottland. Ön är belägen 6,5 km från Kylestrome.